# NGC 4236
NGC 4236 (również PGC 39346 lub UGC 7306) – galaktyka spiralna z poprzeczką znajdująca się w gwiazdozbiorze Smoka w odległości około 11,7 miliona lat świetlnych od Ziemi. Została odkryta 6 kwietnia 1793 roku przez Williama Herschela.

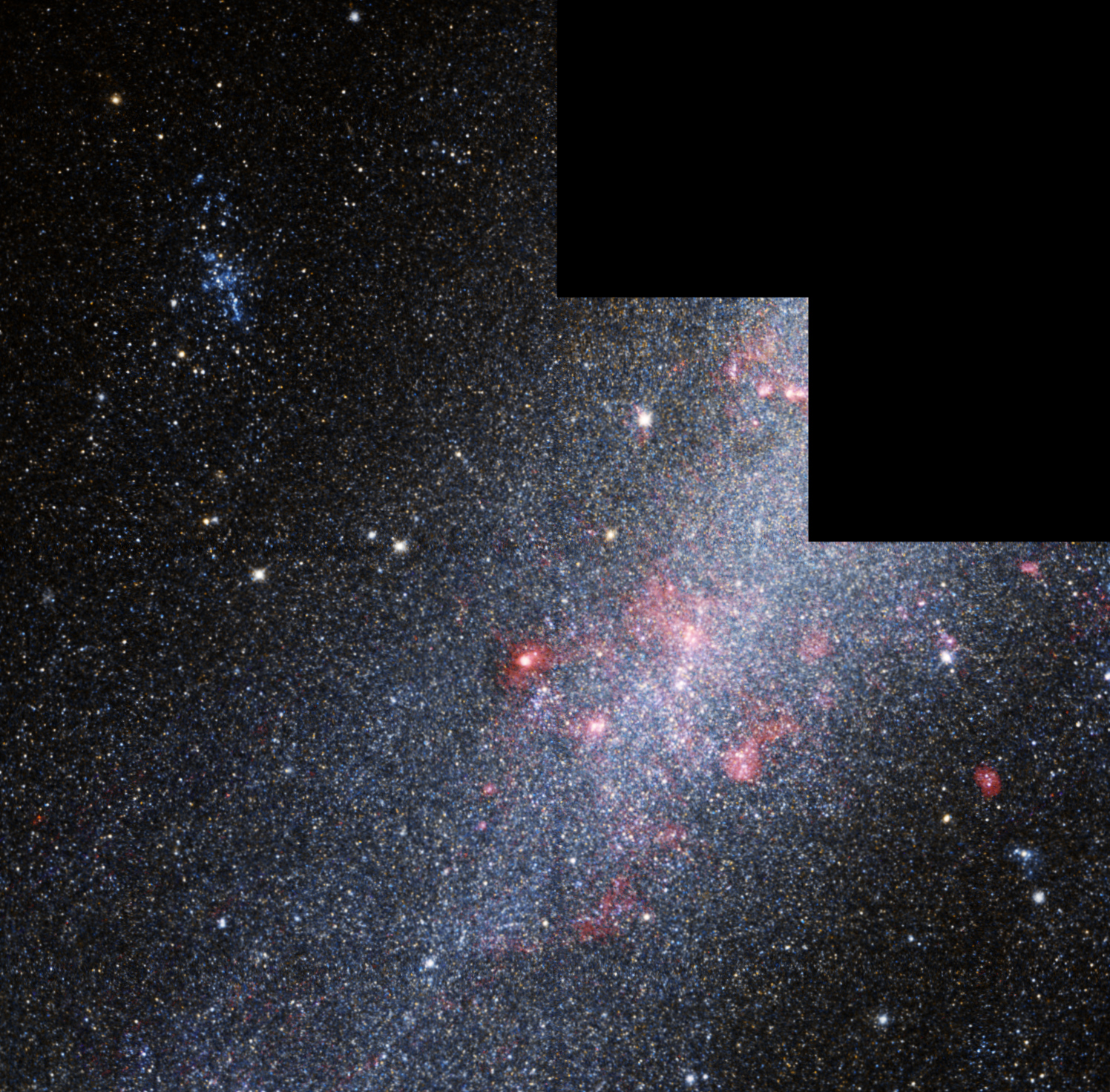
Zdjęcie z Kosmicznego Teleskopu Hubble’a

Galaktyka ta należy do Grupy galaktyk M81.